# Король, Владимир Адамович

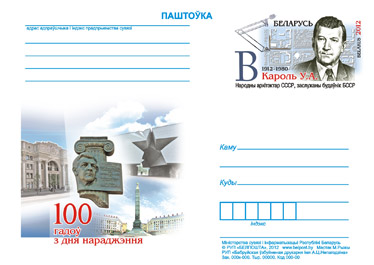
Почтовая карточка Беларуси с оригинальной маркой «100 лет со дня рождения В. А. Короля». 2012 г.

Влади́мир Ада́мович Коро́ль (бел. Уладзімір Адамавіч Кароль; 14 (27) декабря 1912 — 28 мая 1980) — советский, белорусский архитектор, педагог. Народный архитектор СССР (1970).

## Биография

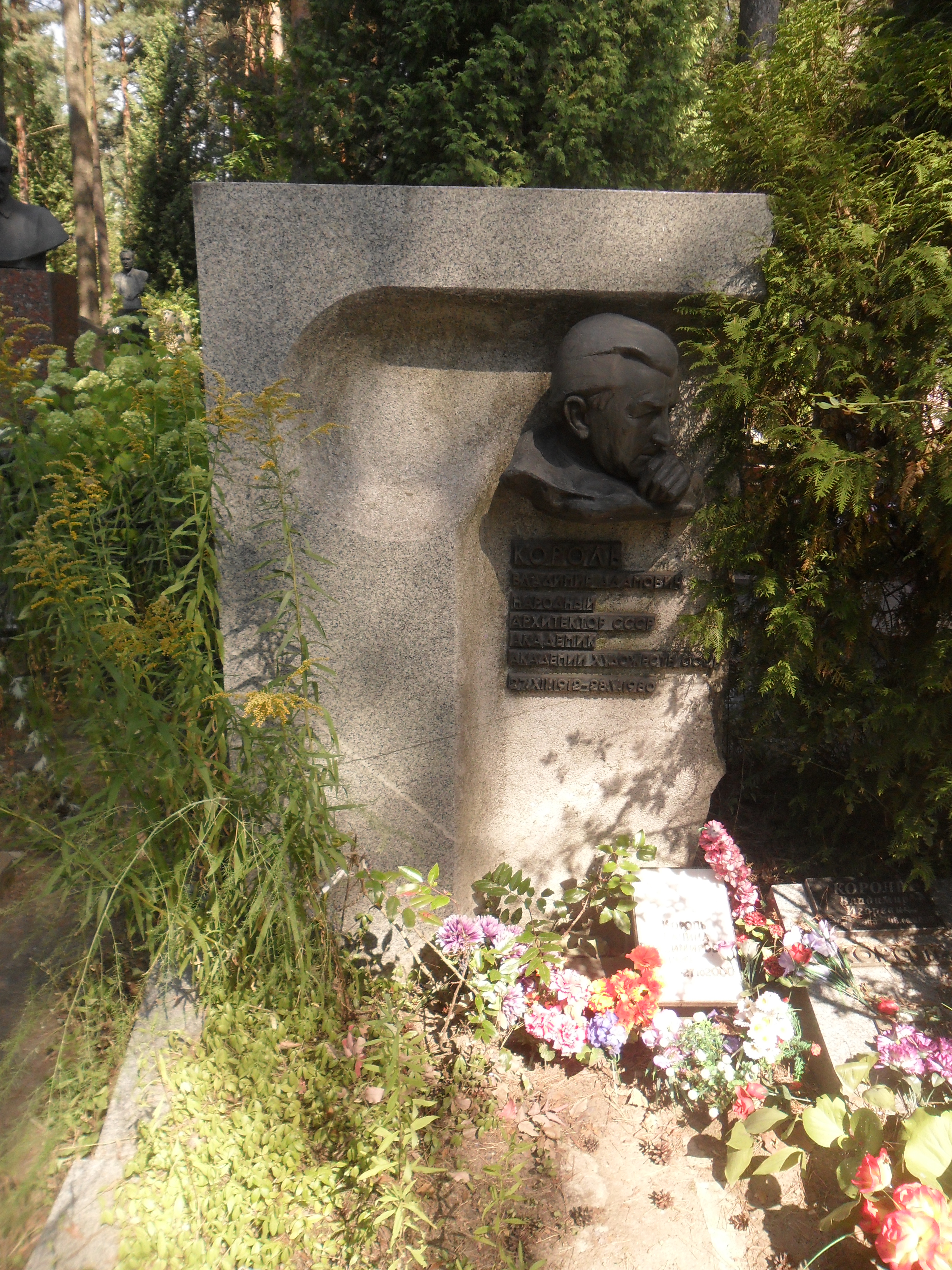
Могила В. Короля на Восточном кладбище Минска.

Владимир Король родился 14 (27) декабря 1912 года в городе Игумен (ныне Червень Минской области Белоруссии).
В 1931 году окончил Витебский художественный техникум. Несколько лет работал учителем и директором одной из школ Дзержинска Минской области. С 1934 по 1941 год обучался на архитектурном факультете Ленинградского института живописи, скульптуры и архитектуры, где в это время работали талантливые архитекторы и педагоги: И. Фомин, Л. Руднев, И. Лангбард. Успешно защитил дипломный проект и сразу после окончания академии его зачислили в аспирантуру (Самарканд, 1943—1945).
В июле 1941 года вступил в народное ополчение и как помощник военного инженера дивизии принимал участие в обороне Ленинграда. В ноябре 1941 года он был отозван с фронта для работы во Всероссийской академии художеств, а в 1942 году эвакуирован в Среднюю Азию вместе с сотрудниками и студентами академии, где работал директором художественного училища (Самарканд, 1943—1945).
В 1945 году приехал в освобождённый, разрушенный фашистами Минск. Его назначали руководителем архитектурно-планировочной мастерской института «Белгоспроект», занимавшейся реализацией одной из главных задач послевоенного градостроительства: разработкой проекта планировки и застройки центра столицы Беларуси. В 1946 году в соавторстве с архитекторами С. Сперанским и Н. Трахтенбергом разработали проект центральной части столицы, который был задуман как комплекс архитектурных ансамблей. Творческая работа очень активно продолжалась в 1947—1948 годах.
Заместитель начальника (1945—1955), начальник Главного управления по делам архитектуры при Совете Министров Белорусской ССР (1955—1957). Председатель Комитета по делам строительства и архитектуры Белорусской ССР (1957—1978). Председатель Госстроя Белорусской ССР (1978—1979).
В конкурсе на лучшее решение центральной площади Минска одним из приемлемых был признан проект, разработанный группой архитекторов в составе Г. Баданова, В. Короля, М. Осмоловского, М. Парусникова. Принимает участие в проектировании второй очереди Ленинского проспекта (ныне проспект Независимости) — от площади Победы до площади Калинина. Кроме того,  проектировал центральную площадь Минска, Главный почтамт, Центральный телеграф, памятник на площади Победы.
В 1968 году группе архитекторов за создание ансамбля проспекта была присуждена Государственная премия Белорусской ССР. В числе лауреатов был и В. Король.
Много внимания в своём творчестве архитектор уделял проектированию отдельных зданий и сооружений. Памятниками белорусской архитектуры 40-50-х годов XX века являются здания главного почтамта на проспекте Независимости и Центрального телеграфа на Октябрьской площади в Минске, созданные им совместно с А. Духаном. Выделяются своей архитектурой жилой дом для работников тонкосуконного комбината по улице Мясникова в Минске, жилые дома в Гомеле, Полоцке и других городах республики.
Талант архитектора, его творческую и организаторскую активность отмечали коллеги — известные архитекторы Михаил Барщ и Михаил Парусников.
В 1950 году был объявлен Всесоюзный открытый конкурс на проект памятника-монумента воинам Советской Армии и белорусским партизанам в городе Минске. Проект Г. Заборского и В. Короля был признан лучшим. Над созданием памятника вместе с ними работали скульпторы З. Азгур, А. Бембель, А. Глебов, С. Селиханов. Монумент был торжественно открыт 3 июля 1954 года и стал эмблемой возрождённого Минска. В. Король был также одним из авторов проекта мемориала «Брестская крепость-герой».
Знание дела, организаторский талант, работоспособность архитектора были замечены и в 1955 году он возглавил Государственный комитет Совета Министров Белорусской ССР по делам строительства. В качестве представителя Беларуси принимал участие в работе Комитета по жилищному вопросу, строительству и градостроительству Европейской экономической комиссии Организации Объединенных Наций.
С 1947 года начал работать преподавателем, а затем и заведующим кафедрой градостроительства архитектурного факультета Белорусского политехнического института. О научных интересах свидетельствуют его статьи, доклады, рекомендации, фундаментальные работы по градостроительству.
В Белорусском государственном архиве научно-технической документации в личном фонде В. Короля находится 1011 документов, которые рассказывают о жизни, служебной и общественной деятельности архитектора и государственного деятеля: это рукописи его статей, выступлений, докладов, фотографии, личные документы, хранящиеся в фонде № 51. Всего 325 дел за 1925—1980 годы.
Редактор журнала «Строительство и архитектура Белоруссии» (1960—1970).
Действительный член Академии художеств СССР (1979). Член-корреспондент Академии строительства и архитектуры СССР (1957).
Член Союза архитекторов Белорусской ССР (1942).
Член ВКП(б) с 1940 года. Делегат XXII съезда КПСС
Умер 28 мая 1980 года в Минске. Похоронен на Восточном кладбище.

## Награды и звания
- Заслуженный строитель Белорусской ССР (1962)
- Народный архитектор СССР (1970)
- Государственная премия Белорусской ССР (1968) — за архитектуру Ленинского проспекта в Минске
- Орден Ленина (1958)
- Орден Октябрьской революции (1971)
- Орден Трудового Красного Знамени (1966)
- Орден «Знак Почёта» (1949)
- Медали

## Память

Мемориальная доска в Витебске

- Именем архитектора названа одна из улиц Минска.
- В 1997 в Витебске на здании бывшего художественного техникума установлена мемориальная доска.
- В апреле 2012 почта Беларуси выпустила в оборот почтовую карточку с оригинальной маркой «100 лет со дня рождения В. А. Короля».